# لیپوآتروفی حلقوی
لیپوآتروفی حلقوی (انگلیسی: Lipoatrophia annularis) یک درگیری پوستی است که بیشتر در بانوان دیده می‌شود و مشخصه‌اش از دست رفتنِ چربی زیرپوستی در اندام فوقانی (دست و بازو) است.: 497 
این وضعیت، یکی از انواع لیپودیستروفی است.